# Белявский, Виталий Александрович
Виталий Александрович Белявский (25 ноября 1924 года — 14 июня 1977 года, Ленинград) — советский ассириолог, специалист по Нововавилонскому царству. Занимался изучением проблем политической и социально-экономической истории Вавилона, а также вопросами античной истории.
В 1942 был призван в ряды Красной армии, участник Великой Отечественной войны, был удостоен ряда боевых наград. После демобилизации из Красной армии обучался на историческом факультете Ленинградского университета. Там же поступил в аспирантуру, где его руководителем стал академик Василий Струве, но обучение в аспирантуре не окончил. Сменил несколько мест работы и в конечном счёте устроился работать сторожем на завод имени Козицкого, где проработал до конца жизни, проводя научные исследования в свободное время.
В 1971 году издал единственную монографию «Вавилон легендарный и Вавилон исторический», которая была издана массовым тиражом и по состоянию на 2016 год выдержала три переиздания. Работу над второй крупной книгой, «По следам Геродота», учёный завершить не успел: в 1977 году он скончался от сердечного приступа.

## Биография и научный вклад

### Становление учёного
Виталий Александрович Белявский родился 25 ноября 1924 года. Рано остался без отца, репрессированного в 1937 году. В 1942 году был призван в ряды Красной Армии. К осени 1943 года — командир отделения 2-й миномётной роты 234-го гвардейского Черноморского стрелкового полка (76-я гвардейская Черниговская стрелковая дивизия, 61-я армия, Белорусский фронт). Приказом от 9 ноября 1943 года награждён медалью «За отвагу»: в наградном листе указывалось, что «[Белявский] за время боёв в районе Чернигова и расширения плацдарма на правом берегу реки ДНЕПР с 17 сентября по 30 октября 1943 года находясь на наблюдательном пункте миномётной роты, успешно корректировал огнем минометной роты, в результате чего было уничтожено 2 пулеметные точки противника с их расчётами и до 20 гитлеровцев».
В годы Великой Отечественной войны в руки Белявского попало немецкое издание книги Роберта Кольдевея — немецкого археолога, который подтвердил существование библейского Вавилона и определил его местоположение. В госпитале после ранения, читая Колдевея, Виталий Белявский увлёкся историей Вавилона. Демобилизовавшись в 1953 году, он занялся изучением специальной литературы о Вавилоне, изучал английский, французский, испанский и итальянский языки. В возрасте 30 лет в 1954 году Белявский поступил в Ленинградский университет параллельно на исторический факультет (по специальности Древняя Греция и Рим) и восточный факультет. После окончания учёбы в 1959 году он поступил в аспирантуру на восточный факультет на ассириологическое отделение, здесь его научным руководителем стал известный советский историк Василий Струве.
Защита кандидатской диссертации на тему «Образование Ново-Вавилонского царства» не состоялась. Исследователь советской науки Ф. Ф. Перченок так описал причины неудачи, постигшей молодого учёного:

Заканчивал аспирантуру на востфаке, когда Л. А. Липин захотел устроить на факультете своего. Липину В. В. Струве покровительствовал <…> Белявский уехал в Петрозаводск. Бывал он несдержан, зорок, замеченных ляпсусов не щадил — не держался долго на одном месте. Восстановив на факультете, его вышибли на «негритянский» факультет деканатским сотрудником, а при расформировании факультета не трудоустроили.

Белявский перешёл работать в Музей этнографии, активно участвовал в работе Географического общества, в конечном счёте устроился ночным сторожем, сначала на Радиотехническом приборостроительном заводе имени Козицкого, а затем — на «Электросиле». В одном из писем Белявский писал: «Я имею довольно надёжную материальную базу, достаточно свободного времени и полную независимость». Работа сторожем устраивала Белявского, он полагал, что его ситуация могла бы стать темой для юмористического журнала. Не имея официального отношения к академической науке, он был в восторге от того, что как «заводской сторож представляет на конгрессе в Чикаго советскую науку», а «после каждой визгливой рецензии спокойно и весело отвечает и публично тыкает носом в научную безграмотность».

### Скифы в Передней Азии
Одной из первых научных проблем, привлекших внимание «молодого» учёного (в 1962 году ему исполнилось 38 лет) стала эпоха господства скифов в Передней Азии (623/22 и 595/94 гг. до н. э. — в датировке Белявского). Эра их господства начинается в 623/22 гг. до н. э., когда мидийский царь Киаксар выступил против Ассирийской империи и осадил столицу Ассирии Ниневию. На помощь осаждённому городу пришли скифы, которые на протяжении нескольких десятилетий являлись союзниками Ассирийской империи. 623—622 годом В. А. Белявский начинает отмеченный Геродотом 28-летний период господства скифов над Азией. Он полагает, что отбив мидян от Ниневии, «скифы, словно ураган, прошли через Месопотамию, Сирию, Палестину и достигли границ Египта. Фараон Псамметих I с большим трудом откупился данью от их нашествия». В 614—613 гг. до н. э. мидяне повторно двинулись на Ассирию, однако на этот раз при свидании Киаксара с царём скифов главе мидян удалось уговорить скифского царя примкнуть к вавилонской коалиции и вместе атаковать Ниневию. При разделе ассирийского наследства между победителями Вавилон забрал себе собственно ассирийские владения, скифам достались связанные с Ассирией союзным договором Маннейское и Ванское царства. Подчинение их стало главной задачей скифов после взятия Ниневии. Впрочем, коалиция мидян и скифов просуществовала недолго: в 594 г. до н. э. согласие между скифами и Мидией было расторгнуто по неизвестной причине. Мидийский царь Киаксар, заманив скифских царей на пир, перебил их и таким образом обезглавил Скифское царство. Этот момент знаменовал начало стремительного упадка скифской державы.
В письме к Петрову Белявский так охарактеризовал реакцию на своё выступление по вопросам скифов:

Если бы околевшие Васька и Липин, а также Дьяконов и Дандамаев вкупе со всем своим шоблом могли в 1962 году на 2-й сессии по Древнему Востоку разбить меня научно или хотя бы связать два слова против моих «Скифов», то мне была бы крышка. Но именно этого они и не сумели сделать <…> Дело в том, что я не имел возможности предварительно испытать свою работу на прочность. Я мог только обратиться за рецензией к двум своим главным врагам — Дьяконову и Дандамаеву. Оба отказались дать рецензию. Почему? Либо потому, что им нечего было возразить, либо же потому, что приберегли возражения для начала открытого боя. 

### «Вавилон легендарный и Вавилон исторический»
В 1971 году опубликовал свою единственную книгу — «Вавилон легендарный и Вавилон исторический». Белявский позиционировал её как научный трактат — книга была написана с опорой на крепкую научную базу, но была ориентирована на массового читателя, поэтому изложение велось в простом, понятном неспециалистам стиле (книга была издана тиражом 60 000 экз.). В книге учёный представил политическую и социально-экономическую историю Вавилона, при этом проиллюстрировав её многочисленными фактами и рассказами о персоналиях, в частности, им была изложена история влиятельного дома Эгиби. В книге Белявский также представил своё собственное представление об экономических процессах на Востоке. В его представлении на Древнем Востоке последовательно существовали две формации — архаическая и античная. Архаической формацией Белявский называет общество АСП, аргументируя свою терминологию тем, что общества подобного типа существовали не только в Азии. Основу экономики архаических обществ составляло единство земледелия (или скотоводства) и ремесла, не расчлененное единство города и деревни. В архаическом обществе друг другу противостояли два класса: родовая аристократия, составлявшая общину, которая сохраняла родоплеменную организацию, и побежденные чужаки, оказавшиеся на положении клиентов и рабов, ряды которых непрерывно пополнялись пленными и пришельцами, порвавшими по тем или иным причинам связи со своим племенем. По мнению автора, архаический строй, который существовал в Шумере, погиб под бременем внутренних противоречий, а на смену ему в Южном Двуречьи пришёл античный способ производства. В античном обществе друг другу противостояли два класса-антагониста: свободные и рабы, деление на плебс и аристократию отмерло вместе с другими порядками архаического общества. Нововавилонское царство просуществовало чуть более одного века. Вавилонский кризис VI в. до н. э. Белявский называет первым кризисом античного общества. Он выразился в разложении и вырождении античной формы собственности, разорении мелких землевладельцев и росте крупного землавладения, ростовщичества и увеличении социального расслоения. Грабительская эксплуатация Вавилона персами и вызванная небывалым расточительством инфляция лишь довершили разложение общества и ускорили его гибель. В завершении книги автор даёт собственное понимание причины того интереса, который Вавилон VI в. до н. э. вызывает к себе на протяжении веков: это было общество, которое явило миру стремительный подъём и столь же стремительное падение, его кризис стал первым кризисом античного общества.
Книга получила резко отрицательную оценку со стороны советских востоковедов. В неопубликованной рецензии ведущие востоковеды СССР, в оппозиции которым стоял Белявский (Игорь Дьяконов, Мухаммад Дандамаев), указали на большое количество ошибок. В печати Дьяконов упомянул Белявского лишь единожды, назвав «удивительным явлением» издание массовым тиражом книги «Вавилон легендарный и Вавилон исторический», в которой «автор не стесняется придумывать содержание некоторых документов и сочинять ссылки на несуществующие источники».
С разгромной рецензией также выступил чешский ассириолог Йозеф Клима, при этом его возражения во многом совпали с возражениями, выдвинутыми советскими востоковедами. Так, Белявский описывает документ VAS IV 27 как уникальный и особенно интересный для русскоязычного читателя, поскольку тот, с его точки зрения, описывает покупку умерших рабов и тем самым отсылает к действиям Чичикова в «Мёртвых душах». На самом деле, указывает Клима, этот документ сохранился лишь фрагментарно и до сих пор полностью не понятен. Общепринятая его трактовка говорит о том, что он описывает ответственность [должника] в случае смерти или побега данной в залог рабыни. Другим примером ошибочной интерпретации правового состояния являются документы Cyr 311 и 312. Составитель трактует их как забавный эпизод — брачный договор вавилонянина, у которого уже была невеста, однако из-за пьянства женившегося на любовнице мужчины из города Сиппар. За всю историю клинописного права — то есть начиная ещё от шумеров — неизвестно ни одного случая заключения брачного договора в пьяном виде. Напротив, подобные акты всегда заключались в присутствии свидетелей и писца, выступавшего в роли официального лица. В другом месте автор утверждает, что в Вавилоне, в отличие от других стран империи Ахеменидов, не признавались чеканные монеты (стр. 143). В то же время известно, что чеканные монеты не были в обращении почти во всём царстве Ахеменидов за исключением, разве что, Финикии и греческих городов Малой Азии. Также утверждение составителя о том, что персы не ограничивали себя в растратах и научились растрачивать [наличные] деньги не соответствует историческим реалиям: известно, что даже ближайшие к трону чиновники Дария I получали зарплату не деньгами, а натуральными выплатами. Неверно и утверждение об инфляции в Вавилоне (тезис об уменьшении товарной и увеличении денежной массы в обороте, стр. 295) — среди востоковедов общепринято мнение, что в этот период в Вавилоне царил недостаток денег (нечеканного серебра) и это тормозило товарооборот, в то время как Белявский утверждает, что деньги были доступны в количестве большем, чем требовалось. Клима также обвинил автора в плагиате, который среди прочего выразился и в прямом копировании многочисленных рисунков и схем из чужих работ. В конце Клима выражает сожаление, что работа не соответствует заявленному в предисловии постулату научности. Вавилон Белявского — скорее воздушная легенда, чем находящееся на твёрдой почве исторических источников работа.
В своём ответе, который предназначался для публикации в журнале «Народы Азии и Африки», но так никогда и не был опубликован, Виталий Александрович указал на поверхностный, в его представлении, характер критики. Отвечая на замечания по поводу документа VAS IV 27, Белявский отметил, что текст указанного фрагмента сохранился хорошо и читается без особого труда. Заявление рецензентов, что при Ахеменидах ощущался большой недостаток денег (нечеканного серебра), что тормозило развитие товарных отношений и что даже ближайшие к царю Дарию I лица получали жалованье не деньгами, а натуральными продуктами, Белявский назвал смехотворным, поясняя это тем, что в случае дефляции цены не росли бы, а падали, и ощущался бы недостаток монеты, а не её избыток. При этом он настаивал, что монета Дария имела повмесестное хождение в Вавилоне.
Он также с сожалением отметил, что мимо внимания рецензентов прошли основные концепции, которые он изложил в книге.

Короче говоря, минимум 80 % книги остались вне поля зрения рецензентов. И главное: рецензенты совершенно не коснулись всей политической истории и главных проблем социально-экономической, как то: существование двух формаций в истории Востока и древности вообще, отмены понятия и критерия рабовладельческой формации, характеристики отношений собственности и классовой структуры Нового Вавилона, форм земельной собственности и аренды, причин и течения кризиса нововавилонского общества. Они просто сделали вид, будто ничего этого в книге нет. А это всё вещи оригинальные, о которых нигде, кроме моей книги, не прочитаешь.

Л. Н. Гумилёв положительно отзывался о книге Белявского и рекомендовал её к чтению студентам исторических факультетов вузов.

### Последние годы жизни
В начале 70-х годов Белявский переключился на изучение античной истории. В письме к молодому коллеге В. Петрову он сообщал:

Я лично совсем не заинтересован сейчас в такой детальной разработке Шумера, какую сделал в Новом Вавилоне. Мой план иной — работы широкого теоретического плана за пределами досягаемости васькистов: «Рождение цивилизации», «Античный мир» и «Средние века». Сейчас это уже не утопия, а вполне реальная возможность. Но исходя из общих интересов разгрома васькизма без остатка, пойду и на «Шумер».
Белявский завершил написание трёхтомника «По следам Геродота», при работе над которым сохранил ранее выработанный стиль изложения (научная основа в дополнение к свободному, публицистическому стилю повествования). В рецензии на рукопись книги историк-антиковед Юрий Андреев и филолог Аристид Доватур отмечали чрезвычайную эрудированность автора, широту поставленных проблем, но вместе с тем и то, что книга страдает от излишней детализации, вольного обращения с историческими фактами, включения эпизодов, не имеющих прямого отношения к линии повествования, использования простонародной лексики и не в последнюю очередь от желания автора проследить во всём противостояние официальной науки и учёных-самородков: рецензенты отмечали, что агрессивность автора по отношению к представителям официальной науки безусловно оставит неприятный осадок у читателя. Книга была рекомендована к печати после переработки, но её публикация так и не состоялась: Виталий Александрович Белявский умер 14 июня 1977 года от инфаркта. Похоронен на Богословском кладбище Санкт-Петербурга.

## Список работ Белявского
Книга
- Белявский В. А. Вавилон легендарный и Вавилон исторический. — М. : Мысль, 1971. — 319 с. — 60 000 экз.
  - Белявский В. А. Тайны Вавилона. — 2-е. — М. : Вече, 2001. — 320 с. — (Тайны древних цивилизаций). — ISBN 5-7838-0823-7.
  - Белявский В. А. Вавилон легендарный и Вавилон исторический. — 3-е. — М. : Ломоносовъ, 2011. — 319 с. — (История. География. Этнография). — 1000 экз. — ISBN 978-5-916781-06-9.
  - Белявский В. А. Вавилон легендарный и Вавилон исторический. — 4-е. — М. : Ломоносовъ, 2016. — 272 с. — (История. География. Этнография). — ISBN 978-5-91678-106-9.

Статьи
- Белявский В. А. Перевод анналов Ашшурбанапала // «Хрестоматия по истории Древнего Востока». М., 1963.
- Белявский В. А. Война Вавилонии за независимость (627—605 гг. до н. э.) и гегемония скифов в Передней Азии. // «Исследования по истории стран Востока». Л.: ЛГУ, 1964.
- Белявский, В. А. Симптомы кризиса рабовладельческого строя в Новом Вавилоне (VI в. до н. э.) // Вестник Ленинградского университета. История, язык, литература. — 1965. — Вып. 2, № 8.
- Белявский, В. А. Этнос в древнем мире // Доклады отделений и комиссий Географического общества СССР. — Л., 1967. — Вып. 3. — С. 24—27.
- Белявский, В. А. Землевладение дома Эгиби // Доклады отделений и комиссий Географического общества СССР. — Л., 1968. — Вып. 5.
- Белявский, В. А. Семья Кузнецовых // Доклады отделений и комиссий Географического общества СССР. Отделение этнографии. — Л., 1968. — Вып. 6.
- Белявский В. А. Потомки Эа-илута-бани // Вестник древней истории. — 1968. — № 1. — С. 96—119.
- Белявский В. А. Шаттин-ну, сын Балатсу, потомок Бэл-яу. // «Страны Ближнего и Среднего Востока. История. Экономика». М., 1969.
- Белявский В. А. Семья Син-или. // Доклады отделений и комиссий Географического общества СССР. Вып. 15. Л., 1970.
- Белявский В. А. Challenge and Response или способ производства? // Природа. — 1971. — № 12. — С. 26—33.
- Beljawski V. A. Der politische Kampf in Babylon in den Jahren 562—556 v. Chr. // In memoriam E. Unger. — 1971.
- Белявский В. А. Канал Паллукат // Народы Азии и Африки. — 1971. — № 4. — С. 149—159.
- Белявский В. А. Трагедия селения Ах-иддина // Древний Восток и античный мир. Сборник статей, посвящённый профессору В. И. Авдиеву. // М.: МГУ, 1972. — С. 63—74.
- Beljawski V. A. Die Sklavenelite des Hauses Egibi (Szenen aus dem Geschäftsleben in Babylon des 6. Jahrhunderts v. u. Z.) :  [нем.] // Jahrbuch für Wirtschaftsgeschichte[нем.]. — 1973. — Vol. 14, no. 1. — P. 133–158. — doi:10.1524/jbwg.1973.14.1.133.
- Белявский В. А. По поводу извечного антагонизма между земледельческим и кочевым населением Восточной Европой // Славяно-русская этнография : сборник научных трудов. — Л., 1973. — С. 101—108.

Рецензии
- Белявский В. А. [Рец. на кн.: Всемирная история М., Т. 2] // Советское востоковедение. — 1958. — № 2.
- Струве В. В., Белявский В. А., Ломоури Н. [Рец. на кн.: К. В. Тревер. Очерки по истории и культуре Кавказской Албании IV в. до н. э. –VII в. н. э.] // Вестник древней истории. — 1960. — № 3. — С. 174.
- Белявский В. А. [Рец. на кн.: Ю. М. Кобищанов. Аксум. М., Наука. 1966] // Народы Азии и Африки. — 1969. — № 4. — С. 201—205.